# Snæúlvur
Snæúlvur (segle X) va ser un cabdill viking de l'illa de Sandoy, a les illes Fèroe. Apareix com a personatge històric a la Saga dels feroesos, on s'esmenta com a procedent de les "illes de sud", possiblement de Man o les Hèbrides. El seu nom prové de la unió dels mots Snæ (neu) i úlvur (llop).
Snæúlvur era el pare de Gudrid, que més tard es va casar amb un poderós goði anomenat Havgrímur, a qui va recriminar per prendre partit en la disputa territorial entre Einar Suðringur i Eldjárn Kambhøttur. Einar i Eldjám estaven enfrontats per la postura dels dos germans, parents d'Einar, anomenats Brestir Sigmundsson i Beinir Sigmundsson sobre Stóra Dímun. Aquest conflicte va acabar en tragèdia, quan Havgrímur va participar en l'assassinat dels germans després que la sentència del Løgting (parlament feroès) fallés a favor d'Einar. Snæúlvur es va mantenir neutral advertint al seu gendre per endavant que no estava bé el que planejaven i que ell no li donaria suport.